# Ribár Éva
Ribár Éva (Baja, 1943. február 2. – Eger, 2007. február 6.) magyar színésznő.

## Életpályája
Szülővárosában, a Tóth Kálmán Gimnáziumban érettségizett, majd Szegeden, a Zeneművészeti Szakiskolában tanult. Pályáját az Állami Déryné Színházban kezdte 1963-ban. 1971-től a kecskeméti Katona József Színházban szerepelt. 1986-tól egy évadra a debreceni Csokonai Színház társulatához szerződött. 1987-től haláláig az egri Gárdonyi Géza Színház színésznője volt.

## Fontosabb színházi szerepei
- William Shakespeare: III. Richárd... York hercegné
- Molière: Botcsinálta doktor... Erzsók
- Niccolò Machiavelli: Mandragóra... Egy asszony
- Nyikolaj Vasziljevics Gogol: Házasság (Háztűznéző)... Fjokla Ivanovna, házasságszerzőnő
- Nyikolaj Vasziljevics Gogol: A revizor... Marja Antonovna
- Fjodor Mihajlovics Dosztojevszkij: A félkegyelmű... Nasztaszja Filippovna háziasszonya
- Alekszandr Nyikolajevics Osztrovszkij: Tehetségek és tisztelők... Matrjona
- Valentyin Petrovics Katajev: Bolond vasárnap... Dr. Lina Sokkova, elmeorvosnő; Sura
- Plautus: Amphitruo, vagy amit szabad Jupiternek... Charis, Sosias felesége
- Pierre-Augustin Caron de Beaumarchais: Figaro házassága... Cherubin; Marcellina, házvezetőnő
- Guy de Maupassant: Bel Ami... La Cobra, újságírónő
- Arthur Miller: A salemi boszorkányok... Mrs. Ann Putnam
- George Bernard Shaw: Pygmalion... Eynsford Hillné
- Jaroslav Hašek: Svejk a hátországban... Müllerné; Rikkancs; Kislány; Bárónő
- John Arden: Gyöngyélet... Orvosnő
- Károlyi Gáspár – Vándorfi László: Jézus Krisztus, az embernek fia... Erzsébet
- Fazekas Mihály – Móricz Zsigmond – Solténszky Tibor: Lúdas Matyi.. Anyó
- Csiky Gergely: Ingyenélők... Tulipánné
- Bródy Sándor: A tanítónő... Kántorkisasszony
- Móricz Zsigmond: Nem élhetek muzsikaszó nélkül... Mina néni
- Móricz Zsigmond: Úri muri... Suhajdáné
- Barta Lajos: Szerelem... Szalayné
- Szomory Dezső: Hagyd a nagypapát!... Nagymama
- Molnár Ferenc: Az üvegcipő... Adél anyja
- Molnár Ferenc: Liliom... Hollunderné
- Illyés Gyula: Tűvé-tevők... Kis szolgáló
- Gyurkó László: Faustus doktor boldogságos pokoljárása... szereplő
- Tabi László: Párizsi vendég... Babett, komorna
- Görgey Gábor: Bulvár... Mrs. Brown, várományos özvegy
- Jancsó Miklós – Hernádi Gyula: Jöjj Délre, cimborám!... szereplő
- Sarkadi Imre: Elveszett paradicsom... Zsófi
- Örkény István: Tóték... Tótné
- Fejes Endre: Az angyalarcú... Borbála
- Cserhalmi Imre: Külvárosi legenda... Sári
- Spiró György: Kvartett... Feleség
- Ödön von Horváth: Mesél a bécsi erdő... Nagymama
- Gaetano Donizetti: Az ezred lánya... Marie, az ezred lánya; Columbina, szobalány
- Gioachino Rossini: Figaro, a sevillai borbély... Marcelina
- Johann Strauss: A denevér... Adél
- Hervé: Nebáncsvirág... Fejedelemasszony
- Jacques Offenbach: A gerolsteini nagyhercegnő... Eszti
- Jacobi Viktor: Leányvásár... Bessy
- Jacobi Viktor: Sybill... Sarah
- Lehár Ferenc: A mosoly országa... Mi, Szu-Csong húga
- Lehár Ferenc: Cigányszerelem... Paulette baronesz
- Lehár Ferenc: Luxemburg grófja... Juliette
- Huszka Jenő: Lili bárónő... Gróf Illésházy Christina
- Huszka Jenő: Mária főhadnagy... Ilona
- Kálmán Imre: Cigányprímás... Sári, Rácz Pali lánya
- Kacsóh Pongrác: János vitéz... Iluska
- Szirmai Albert – Bakonyi Károly – Gábor Andor: Mágnás Miska... Stefánia, Korláth lánya
- Paul Burkhard: Tűzijáték... Iduna
- Salomon Hermann Mosenthal: A windsori víg nők... Anna, Kincsék lánya
- Schönthan testvérek – Kellér Dezső – Szenes Iván: A szabin nők elrablása... Borbála, Bányai Márton felesége; Etelka, Bányaiék leánya
- Georges Feydeau: Osztrigás Mici... De Valmonté hercegné
- Jean Cocteau: Rettenetes szülők... Leonie
- Brandon Thomas: Charley nénje... Donna Lucia d'Alvadorez, a Charley nénje
- Nell Dunn: Gőzben... Mrs. Meadow
- Bágyoni Attila: Tojástánc... Zsuzsa
- Hubay Miklós: Én vagyok Ravelszki... Miklósné
- Déry Tibor – Pós Sándor – Presser Gábor – Adamis Anna: Képzelt riport egy amerikai popfesztiválról... Második lány
- Alekszandr Stein: Verzió... Utcalány
- Fernand Crommelynck: A csodaszarvas... Dajka
- John Millington Synge: A nyugati világ bajnoka... Sara Tansey
- Ryszard Latko: Édesapám, édesapám, kibújt ám a szög a zsákból!... Nagymama, Placek anyja
- Heinz Kahlau: A király és a halászleány... Zsuzska
- Horváth Péter – Presser Gábor – Sztevanovity Dusán: A padlás... Mamóka
- Tordon Ákos Miklós: Skatulyácska királykisasszony... Zacskónia királyné